# Basselinia favieri
Basselinia favieri es una especie de palmera originaria de Nueva Caledonia.

## Descripción
Se encuentra sólo en la selva tropical en el noreste de la isla entre 300 y 500 m de altura. Tiene un delgado tronco liso, marrón y aproximadamente 10 m de altura que sostiene una corona bastante densa de 8 a 10 hojas, regularmente pinnadas, con tallos cortos. Las inflorescencias tiene numerosas ramas  que están densamente cubiertas de pelo de color rosado pálido, similar al fieltro.

## Taxonomía
Basselinia favieri fue descrita por Harold Emery Moore y publicado en Allertonia 3: 363. 1984.
Etimología
Basselinia: nombre genérico otorgado en honor del poeta francés Olivier Basselin (1400–1450).
favieri: epíteto